# Oumar Loum
Pour les articles homonymes, voir Loum (homonymie).
Oumar Loum (né le 31 décembre 1973) est un athlète sénégalais, spécialiste du sprint (200 m surtout).

## Biographie
Il a remporté de nombreuses médailles lors des Championnats africains. À Séoul, il termine 4e des Championnats du monde juniors d'athlétisme 1992.
Il détient le record du Sénégal du 100 m (10 s 17 à Bamako en 2002) et également celui, encore en vigueur en 2011, du relais 4 × 100 m, en 39 s 36, à Nice, 4e lors du meeting Nikaïa du 15 juillet 1992 (Oumar Loum, Seydou Loum, Amadou Mbagnick Mbaye, Charles-Louis Seck).

### Palmarès
| Date | Compétition                   | Lieu      | Résultat | Épreuve   | Performance   |
| ---- | ----------------------------- | --------- | -------- | --------- | ------------- |
| 1992 | Championnats du monde juniors | Séoul     | 4e       | 100 m     | 10 s 51       |
| 1996 | Championnats d'Afrique        | Yaoundé   | 1er      | 200 m     | 20 s 70       |
| 1998 | Championnats d'Afrique        | Dakar     | 3e       | 200 m     | 20 s 59       |
| 2000 | Championnats d'Afrique        | Alger     | 3e       | 200 m     | 20 s 76       |
| 2002 | Championnats d'Afrique        | Radès     | 3e       | 200 m     | 20 s 37       |
| 2002 | Championnats d'Afrique        | Radès     | 2e       | 4 × 100 m | 40 s 8        |
| 2002 | Championnats d'Afrique        | Radès     | 3e       | 4 × 400 m | 3 min 14 s 40 |
| 2003 | Jeux africains                | Abuja     | 3e       | 4 × 100 m | 39 s 79       |
| 2003 | Jeux afro-asiatiques          | Hyderabad | 3e       | 200 m     | 20 s 99       |
| 2003 | Jeux afro-asiatiques          | Hyderabad | 2e       | 4 × 100 m | 39 s 58       |
| 2005 | Jeux de la Francophonie       | Niamey    | 3e       | 200 m     | 21 s 12       |
| 2009 | Jeux de la Francophonie       | Beyrouth  | 3e       | 4 × 100 m | 39 s 87       |

### Records
| Épreuve    | Performance | Lieu   | Date             |
| ---------- | ----------- | ------ | ---------------- |
| 100 mètres | 10 s 17     | Bamako | 27 mars 2002     |
| 200 mètres | 20 s 21     | Mexico | 1er juillet 2000 |